# Frans Hedberg
Frans Theodor Hedberg (2. marts 1828 - 8. juni 1908) var en svensk dramatisk forfatter.
Efter at have været skuespiller nogle år ansattes Hedberg 1862 i Stockholm som lærer og senere ispektør ved forskellige scener, og fraregnet 1881—83, da han virkede i Göteborg, arbejdede han der resten af sit lv. Sin forfattervirksomhed begyndte han med bearbejdelse af udenlandske stykker, men allerede fra 1860 stammer hans Kung Märta og fra 1865 Brölloppet på Ulfåsa, som hører til de mest kendte; det sidste blev med stort bifald blev opført på det kongelige Teater i København. Af hans senere arbejder er Majorens döttrar (1871), Rospigarne (1884), Familjens fästman (1893) nok dem, der har nået de fleste sceneudførelser. Lejlighedsdigte udgav han i 2 bind Dikter (1866), der fulgtes af et Efterskörd (1892), og som prosaforfatter optrådte Hedberg blandt andet i Stockholmslif och Skärgårdsluft (1886—87), Från Skärgården och fastlandet (1893); men interessantere som prosaist er han dog i sine selvbiografiske Fyra år vid landsortsteatern (1857—58) og Levnadsminnen (1908) og de mere litterærhistoriske værker Bidrag till skådespelarekonstens och dramatikens historia (1890) og Gustaf III's Operahus och dess minnen (1891).